# Campeonato Europeo de Remo de 1899
El VII Campeonato Europeo de Remo se celebró en Ostende (Bélgica) en 1899 bajo la organización de la Federación Internacional de Sociedades de Remo (FISA).
En total se disputaron cinco pruebas diferentes, todas ellas en la categoría masculina.

## Resultados

### Masculino
| Evento                 | Oro | Plata | Bronce                                                   |
| ---------------------- | --- | --- | -------------------------------------------------------- |
| Scull individual M1X   | Louis Prével Francia | Joseph Deleplanque · Bélgica | Fiorenzo Pagliano Italia                                 |
| Doble scull M2X        | Prosper Bruggeman · Charles Boone · Bélgica | Fiorenzo Pagliano Luigi Rossi Italia | Francia                                                  |
| Dos con timonel M2+    | Carlos Deltour Antoine Védrenne NC (t) Francia | Joseph Deleplanque · Florent Ronsse · Jean Dewitte (t) · Bélgica                                                                                   | Gino Montelatici Giovanni Pianigiani G. Pucci (t) Italia |
| Cuatro con timonel M4+ | Adolphe Lippens · Maurice Hemelsoet · Henri Fraikin · Victor De Bisschop · NC (t) · Bélgica                                                                                         | Ezio Carlesi Nicolò Razzaguta Alfredo Taddei Giovanni Rodinis Pinolo (t) Italia                                                                    | —                                                        |
| Ocho con timonel M8+   | Joseph Deleplanque · Florent Ronsse · Adolphe Lippens · Maurice Hemelsoet · Henri Fraikin · Victor De Bisschop · Prosper Bruggeman · Jules De Bisschop · Jean Dewitte (t) · Bélgica | Guido Alessandro Bonnet Giacomo Leva Paolo Gadda Angelo Brambillasca Luigi Gerli Emilio Pozzi Georges Claessens Cesare Comelli Colenghi (t) Italia | Francia                                                  |

## Medallero
| Núm. | País    | Oro | Plata | Bronce | Total |
| ---- | ------- | --- | ----- | ------ | ----- |
| 1    | Bélgica | 3   | 2     | 0      | 5     |
| 2    | Francia | 2   | 0     | 2      | 4     |
| 3    | Italia  | 0   | 3     | 2      | 5     |
|      | TOTAL   | 5   | 5     | 4      | 14    |